# Pilar Urrejola
María del Pilar Urrejola Dittborn (Santiago, 1952) es una arquitecta y académica chilena. Fue la primera mujer curadora de la Bienal de Arquitectura y Urbanismo de Chile y la tercera mujer presidenta del Colegio de Arquitectos de dicho país.

## Biografía
Nacida en Santiago, su madre fue la escritora Adriana Dittborn y su padre, Luis Urrejola, funcionario de la Dirección Nacional del Trabajo.
En 1971 ingresó a estudiar arquitectura en la Universidad de Chile, donde se tituló en 1979. En 1982 ingresó a la Pontificia Universidad Católica de Chile como ayudante y desde 1988 es profesora de la misma institución.
En la Escuela de Arquitectura de esa universidad ha ocupado diversos cargos, incluyendo miembro en el Comité de Docencia de la escuela, en el Comité Editor de la revista ARQ y como subdirectora de Extensión y Desarrollo. También ha sido directora subrogante en dos ocasiones (2003 y 2005).
Paralelamente a su trabajo académico y profesional, en 1997 Urrejola fue la primera mujer curadora de la Bienal de Arquitectura y Urbanismo de Chile. En 2015 se convirtió en la tercera mujer presidenta del Colegio de Arquitectos de dicho país, cargo que ejerció hasta 2017.